# Rineloricaria caracasensis
Rineloricaria caracasensis es una especie de peces de la familia Loricariidae en el orden de los Siluriformes.

## Morfología
Alcanza hasta 18 cm de longitud total. Presenta coloración opaca beige a marrón clara. Tiene boca con ventosa y barbillones pequeños. El cuerpo es aplanado ventralmente y visto en posición vertical es delgado, como una aguja. El lóbulo superior de la aleta caudal se prolonga como un hilo.

## Distribución geográfica
Se encuentran en Sudamérica, en el río Tuy, el río Guaire y diferentes drenajes del occidente del estado Miranda, Venezuela.